# Mara (buddhisme)
 For alternative betydninger, se Mara. (Se også artikler, som begynder med Mara)
Mara er en mytologisk religiøs figur i buddhismen. Mara er beskrevet som dæmonen der fristede Gautama Buddha under hans meditation i skyggen af bo-træet. Buddha modstod mentale visioner af erotiske kvinder, der ifølge andre kilder kunne være Mara's egne døtre. Mara's generelle opgave var at forhindre mennesker i at meditere, og derved finde oplysningen. 
| Religion | Spire Denne religionsartikel er en spire som bør udbygges. Du er velkommen til at hjælpe Wikipedia ved at udvide den. |